# المهندسين (صنعاء)

تعديل مصدري - تعديل

حي المهندسين هو أحد أحياء مدينة صنعاء، ويتبع إدارياً مديرية سنحان وبني بهلول التابعة لمحافظة صنعاء اليمنية. بلغ تعداد سكانه 5036 نسمة حسب التعداد السكاني في اليمن لعام 2004.